# François Marchand
François Marchand (Orléans, 1500 – Parigi, 1551) è stato uno scultore francese.

## Biografia

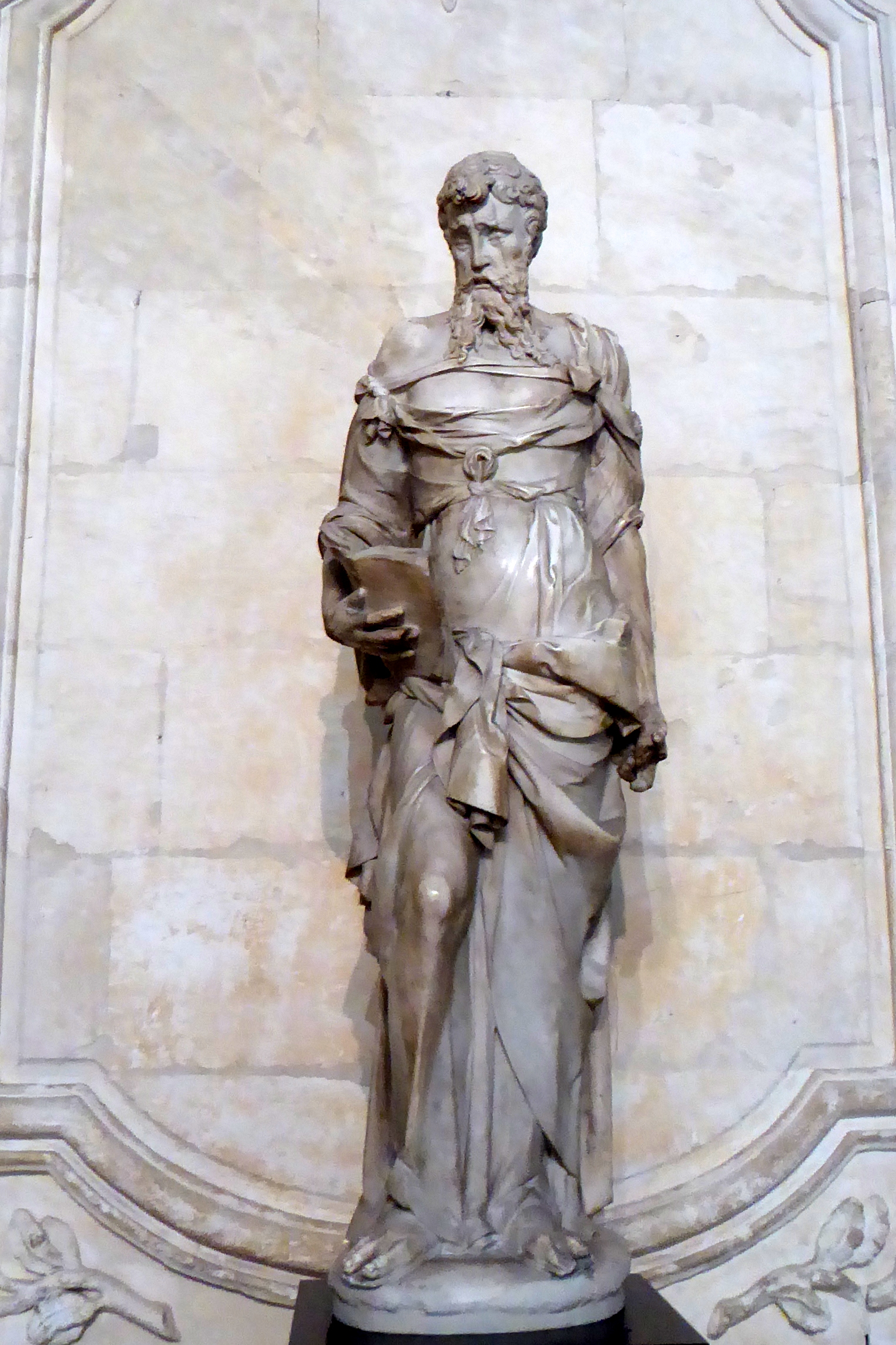
San Paolo prigioniero, dall'abbazia di Saint-Père-en-Vallée a Chartres, ora al Museo di belle arti di Chartres

Dai documenti storici si può dedurre che François Marchand ebbe una carriera feconda e raggiunse una buona notorietà, al punto da poter essere accostato ad altri scultori famosi, quali Pierre Bontemps (1507-1568) e Germain Pilon (1537-1590).
Marchand aderì a quel movimento stilistico orientato verso l'Italia, il Rinascimento e il manierismo, diffusosi in Francia grazie all'arrivo di numerosi artisti italiani, invitati da Francesco I di Francia,anche se per il drappeggio seguì lo stile classico,e la personalità dello scultore risultò complessivamente piuttosto marcata,dato che miscelò queste tendenze alla tradizionale eleganza lineare.
La sua fama è dovuta alla decorazione del coro della cattedrale di Chartres, come successore dal 1542 di Jehan Soulas (-1542), scultore che si caratterizzò per un'opera di precisione pittorica e per i retables quattrocenteschi. Invece Marchand realizzò due bassorilievi in pietra con la Presentazione di Gesù nel Tempio e la Strage degli Innocenti.
In precedenza, nel 1541, Marchand aveva lavorato per l'altare maggiore e l'ambone della abbazia di Saint-Père-en-Vallée, vicino a Chartres, realizzando opere in alabastro e pietra, raffiguranti episodi degli Atti degli Apostoli, tra i quali la Guarigione di un posseduto, San Paolo sulla via di Damasco, La morte di Anania, San Pietro e san Giovanni guariscono l'impotente, La liberazione di san Pietro, La morte di san Pietro (resti di questa decorazione si trovano nel Museo del Louvre, nella chiesa di Saint-Pierre-en-Vallée e nel Museo di belle arti di Chartres); inoltre nel 1542 lavorò al restauro della statua di Giovanna d'Arco a Orléans.
Dal 1548 collaborò con Pierre Bontemps, Germain Pilon, Ponce Jacquio, François Carmoy, sotto la guida di Philibert Delorme, alla realizzazione della tomba di Francesco I e Claudia di Francia nella basilica di Saint-Denis. La documentazione dei contratti permette di attribuire a Marchand alcune opere eseguite, come La sepoltura di Francesco I e la raffigurazione di Louise, figlia del defunto re, che morì all'età di tre anni; lo stile manieristico e l'esecuzione semplice dell'opera tendono ad attribuire a Bontemps una parte principale del lavoro.
Le opere di Marchand si conservano, tra l'altro, a Parigi, nelle École des beaux-arts, al Museo del Louvre e a Chartres.